# クロウフォード・ロング
クロウフォード・ウィリアムソン・ロング（英:Crawford Williamson Long、1815年11月1日-1878年6月16日）は、アメリカ合衆国の医師、薬学者であり、麻酔剤としてジエチルエーテルを初期に使ったことで最も良く知られている。

## 生涯と業績
ロングはジョージア州マディソン郡ダニールズビルで生まれた。1839年にペンシルベニア大学で医学博士号を取得した。イギリスの化学者ハンフリー・デービーが1800年に亜酸化窒素について書いた論文にあったジエチルエーテルでの同じ生理学効果を観察した後で、1842年3月30日にジョージア州ジェファーソンの患者ジェイムズ・M・ベナブルの首から腫瘍を除去する為に初めてエーテルを用いた。ロングは続いてベナブルから2つ目の腫瘍を取り除き、切断術や出産のための麻酔剤としてエーテルを使った。これら試行の結果は1848年に「南部医科と外科のジャーナル」に掲載された。この記事の原本はアメリカ合衆国国立医学図書館に収められている。
ロングはジョージア大学の学生であるときにデモステネス文学会の会員となり、アレクサンダー・スティーヴンズと同じ部屋だった。スティーヴンズは南北戦争のときにアメリカ連合国副大統領になった。ロングは西部の伝説的人物ドク・ホリデーの従兄弟だった。
ロングは1878年にジョージア州アセンズで死んだ。アトランタ中心街にあるエモリー大学が運営するエモリー・クロウフォード・ロング病院は1931年にロングの栄誉を称えて名付けられ、78年間のその名前を保った。2009年、この病院はエモリー大学ミッドタウン病院と改名された。ジェファーソン市中心街のクロウフォード・W・ロング博物館は1957年以降運営されてきた。アメリカ合衆国議会議事堂の地下室には、ジョージア州が寄贈した同州を代表する2つの記念彫像の1つとしてロングの大理石像が立っている。
ウィリアム・T・G・モートンは1846年10月16日にマサチューセッツ州ボストンでその歴史的な麻酔術を行ったことで広く知られているが、今やロングがエーテルに基づく麻酔剤を使った最初の者として知られている。モートンは現在エーテルを外科麻酔剤として「公に」実証してみせた者といわれることが間々あるが、ロングは1846年以前に多くの機会で外科麻酔剤としてエーテルを使うことを公に実証していたので、これは間違いである。1854年、ロングはジョージア州選出のアメリカ合衆国上院議員ウィリアム・クロスビー・ドーソンに自分の主張をアメリカ合衆国議会に提出して注意を引くよう要請した。